# S7 Airlines
S7 Airlines (bis März 2006 Siberia Airlines) ist eine russische Fluggesellschaft mit Sitz in Moskau und Basen auf den Flughäfen Nowosibirsk-Tolmatschowo, Moskau-Domodedowo und Irkutsk.

## Geschichte

### Siberia Airlines
S7 Airlines ging im Mai 1992 unter dem Namen Siberia Airlines (russisch: авиакомпания Сиби́рь) aus einem Tochterunternehmen der Aeroflot mit Sitz in der russischen Stadt Nowosibirsk hervor.
Im Jahr 1997 musste ein Flugzeug verpfändet werden und die damaligen Pfandgewährenden, Natalja und Wladislaw Filjow, sicherten sich mit einem Kredit über 20 Millionen Dollar die Kontrolle über die damals defizitäre Gesellschaft.
Im Jahr 2001 wurde Vnukovo Airlines übernommen. Im Jahr 2003 überholte die Gesellschaft den bisherigen Marktführer Aeroflot beim innerrussischen Fluggastaufkommen. 2005 führte die Fluggesellschaft nach eigenen Angaben über 32.000 Flüge durch und transportierte dabei 4,2 Millionen Passagiere sowie 25.788 Tonnen Fracht.

### S7 Airlines

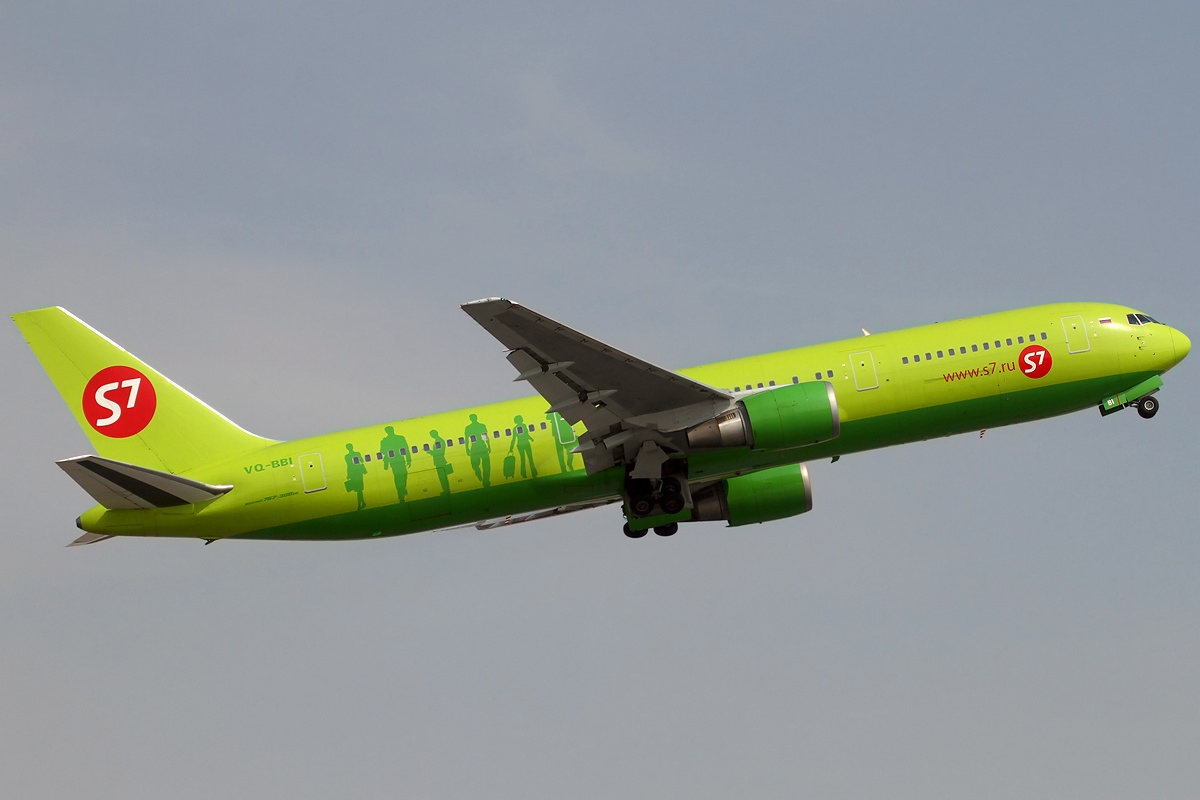
Eine Boeing 767-300ER der S7 Airlines, wie sie das Unternehmen bis Ende 2017 verwendete

Seit dem 5. Mai 2006 firmiert die Gesellschaft, abgeleitet von ihrem IATA-Airline-Code, unter dem Namen S7 Airlines. Die frühere Beschriftung des Leitwerks, „Sibir“ in kyrillischer Schrift, und die ehemalige blau-weiße Bemalung der Flugzeuge wurde seitdem sukzessive durch die neue Firmenfarbe grün und den Schriftzug „S7“ ersetzt. Die bis dahin in großer Zahl betriebenen Flugzeugen aus sowjetischer Produktion – darunter auch die weit verbreitete Tupolew Tu-154 – wurden bis Ende 2008 vollständig ausgemustert und erhielten bis dahin nur einen Aufkleber mit dem neuen Logo.
Anfang 2008 gründete S7 Airlines die Tochtergesellschaft Globus Airlines, die mit Boeing 737-800 hauptsächlich Charterflüge durchführte. Bereits im Dezember 2008 verkaufte S7 Globus jedoch an die East Line Group.
Am 26. Mai 2009 wurde bekannt, dass die Gesellschaft nach einer Integrationsphase im Jahr 2010 der Luftfahrtallianz oneworld beitreten würde, in der unter anderem auch British Airways und American Airlines Mitglied sind. Der Beitritt erfolgte schließlich am 15. November 2010.
Im September 2016 übernahm die S7 Group, Eigentümerin von S7 Airlines, für rund 150 Millionen Dollar das Raumfahrtunternehmen Sea Launch. Die Schweizer Firma bietet Raketenstarts von einer speziell adaptierten Bohrplattform an. Ab Ende 2018 waren Starts geplant und ab 2019 erteilte die Aufsichtsbehörde Roskosmos eine Lizenz für die Herstellung von Trägerraketen, worauf die Holding ihren Namen anpasste. Im Jahr 2018 war ebenfalls die Entwicklung von Business-Jets bekannt gegeben worden.
Die Miteigentümerin von S7 Airlines und Vorsitzende der CJSC S7 Group, Natalija Filjowa, kam am 31. März 2019 bei dem Absturz der Epic LT RA-2151G im Anflug auf den Flugplatz Frankfurt-Egelsbach nordwestlich der hessischen Gemeinde Erzhausen ums Leben. Das Flugzeug gehörte einer Tochtergesellschaft der Fluggesellschaft.
Als Reaktion auf die russische Invasion in die Ukraine kündigte die britische Regierung am 24. Februar 2022 ein Landeverbot für russische Flugzeuge auf britischem Gebiet an. Am 25. Februar 2022 sperrten auch Polen, Tschechien und Bulgarien sowie am Tag darauf die baltischen Staaten (Estland, Litauen, Lettland) ihren Luftraum für russische Flugzeuge. Am 27. Februar 2022 sperrte auch Deutschland den Luftraum für russische Fluggesellschaften. Am 5. März stellte S7 alle internationalen Flüge ein.
Nach dem russischen Überfall auf die Ukraine 2022 wurde der EU-Luftraum im März 2022 für russische Flugzeuge geschlossen. Im April 2022 wurde die Gesellschaft zusätzlich auf die als „Schwarze Liste“ bezeichnete EU-Flugsicherheitsliste gesetzt und ihr damit der Betrieb in der EU untersagt. Grund dafür ist, dass die russische Föderale Agentur für Lufttransport russischen Gesellschaften erlaubte, ausländische Luftfahrzeuge ohne gültiges Lufttüchtigkeitszeugnis zu betreiben. Die Mitgliedschaft in der Luftfahrtallianz Oneworld wurde bis auf weiteres ausgesetzt. Im März 2022 transportierte S7 die meisten Passagiere, vor Pobeda und der bis dahin führenden Aeroflot.

## Flugziele

### Eigene Flüge
S7 führte täglich rund 120 Flüge durch, mehr als ein Drittel davon ab Moskau. Die Gesellschaft bediente ein umfangreiches Netz an Zielen innerhalb Russlands und der übrigen GUS-Staaten. Von Moskau aus wurden in Deutschland seit 2009 München, Frankfurt, Düsseldorf und Hannover angeflogen, seit Juni 2011 Berlin und seit Mai 2021 Köln. Zusätzlich wurden saisonal diverse deutsche Ziele mit den Flughäfen St. Petersburg sowie auch Nowosibirsk direkt verbunden. In Österreich waren in der Wintersaison Salzburg und Innsbruck Ziele. Seit März 2017 wurde Wien ganzjährig angeflogen.

### Codesharing
Zusätzlich zu den eigenen Verbindungen unterhielt S7 ein umfangreiches Angebot an Codeshareverbindungen. Neben den Fluggesellschaften der Oneworld sind dies auch Air Italy, Aeroflot, Aegan Airlines,  El Al, Emirates, Etihad, Singapore Airlines, TAP Air Portugal, sowie auch einige regional tätige russische Airlines.

## Flotte

### Aktuelle Flotte

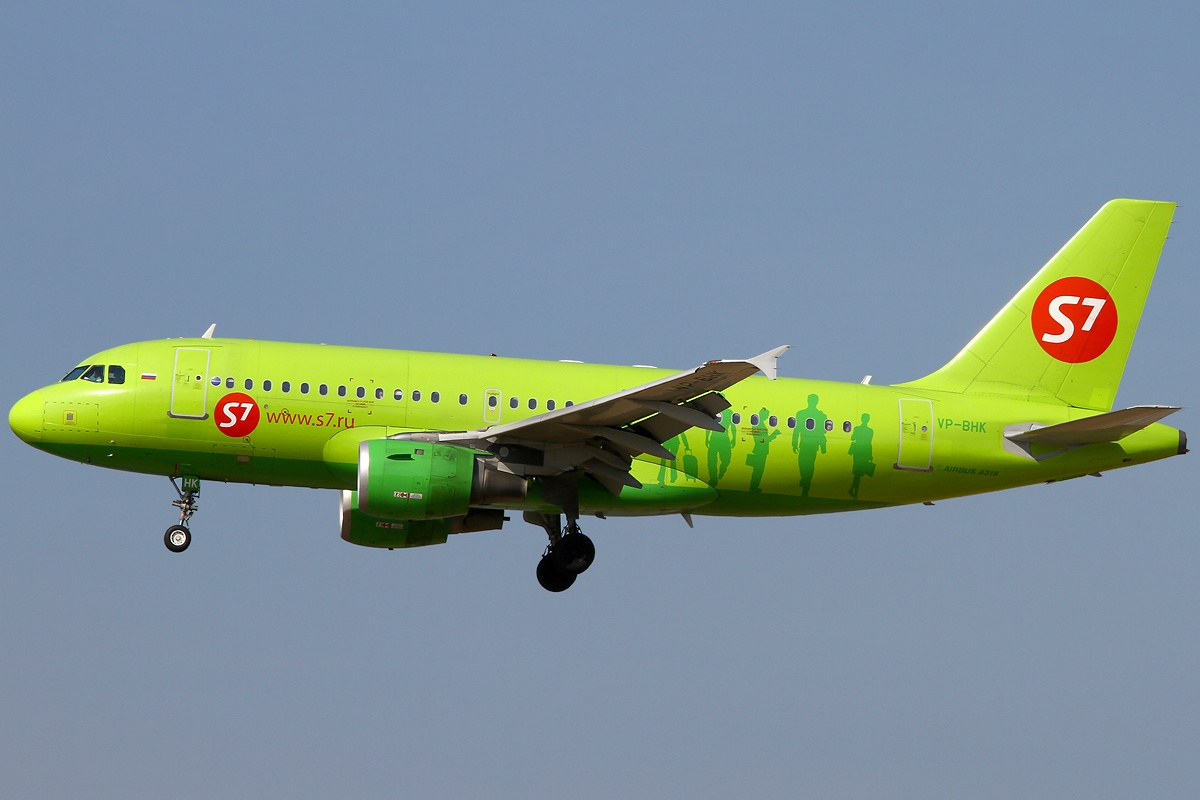
Airbus A319-100 der S7 Airlines in älterer Farbgebung

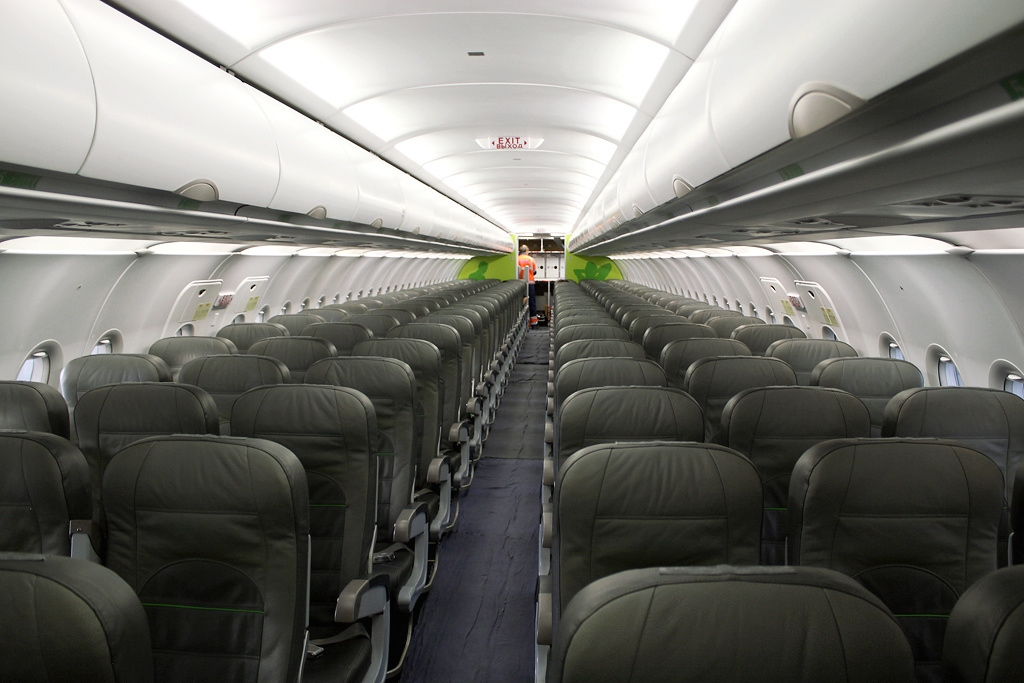
Kabine eines Airbus A320

Mit Stand Januar 2025 besteht die Flotte der S7 Airlines aus 104 Flugzeugen mit einem Durchschnittsalter von 12,4 Jahren:

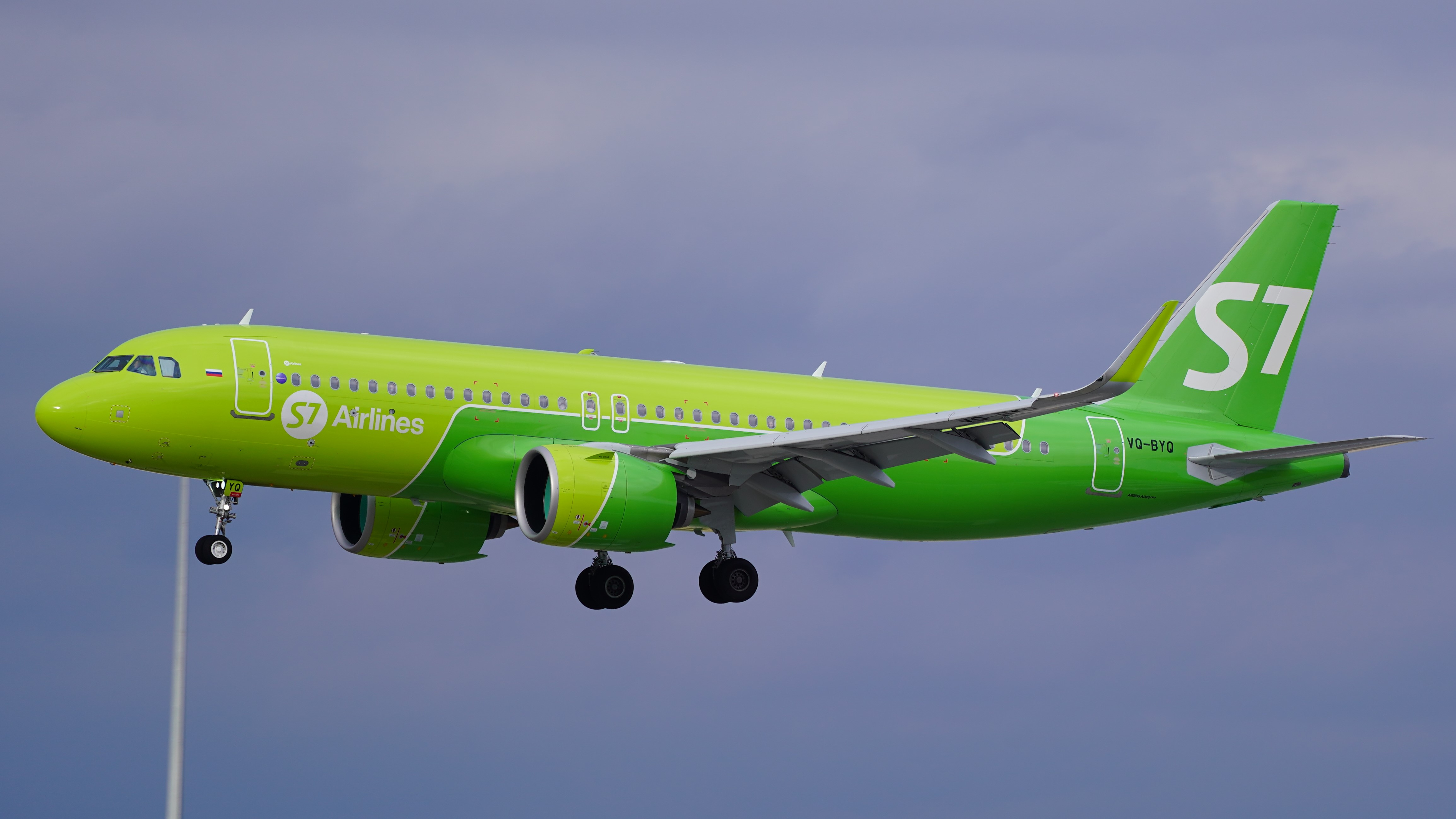
Airbus A320neo: S7 war Erstbetreiberin in Russland

| Flugzeugtyp     | Anzahl | bestellt | Anmerkungen                                                          | Sitzplätze (Business/Economy) | Durchschnittsalter |
| --------------- | ------ | -------- | -------------------------------------------------------------------- | ----------------------------- | ------------------ |
| Airbus A319-100 | 02     |          | beide inaktiv                                                        | 144 (-/144)                   | 19,1 Jahre         |
| Airbus A320-200 | 016    |          | einer inaktiv                                                        | 158 (8/150)                   | 13,7 Jahre         |
| Airbus A320neo  | 031    |          | 22 inaktiv; S7 Airlines war Erstbetreiberin des A320neo in Russland. | 164 (8/156)                   | 5,3 Jahre          |
| Airbus A321-200 | 011    |          | zwei inaktiv                                                         | 197 (8/189) 198 (8/190)       | 16,9 Jahre         |
| Airbus A321neo  | 08     |          | alle inaktiv                                                         | 203 (8/195)                   | 4,7 Jahre          |
| Boeing 737-800  | 019    |          |                                                                      | 176 (8/168)                   | 15,3 Jahre         |
| Embraer 170LR   | 017    |          | zwei inaktiv                                                         | 78 (-/78)                     | 20,8 Jahre         |
| Gesamt          | 104    | –        |                                                                      |                               | 12,4 Jahre         |

### Ehemalige Flugzeugtypen

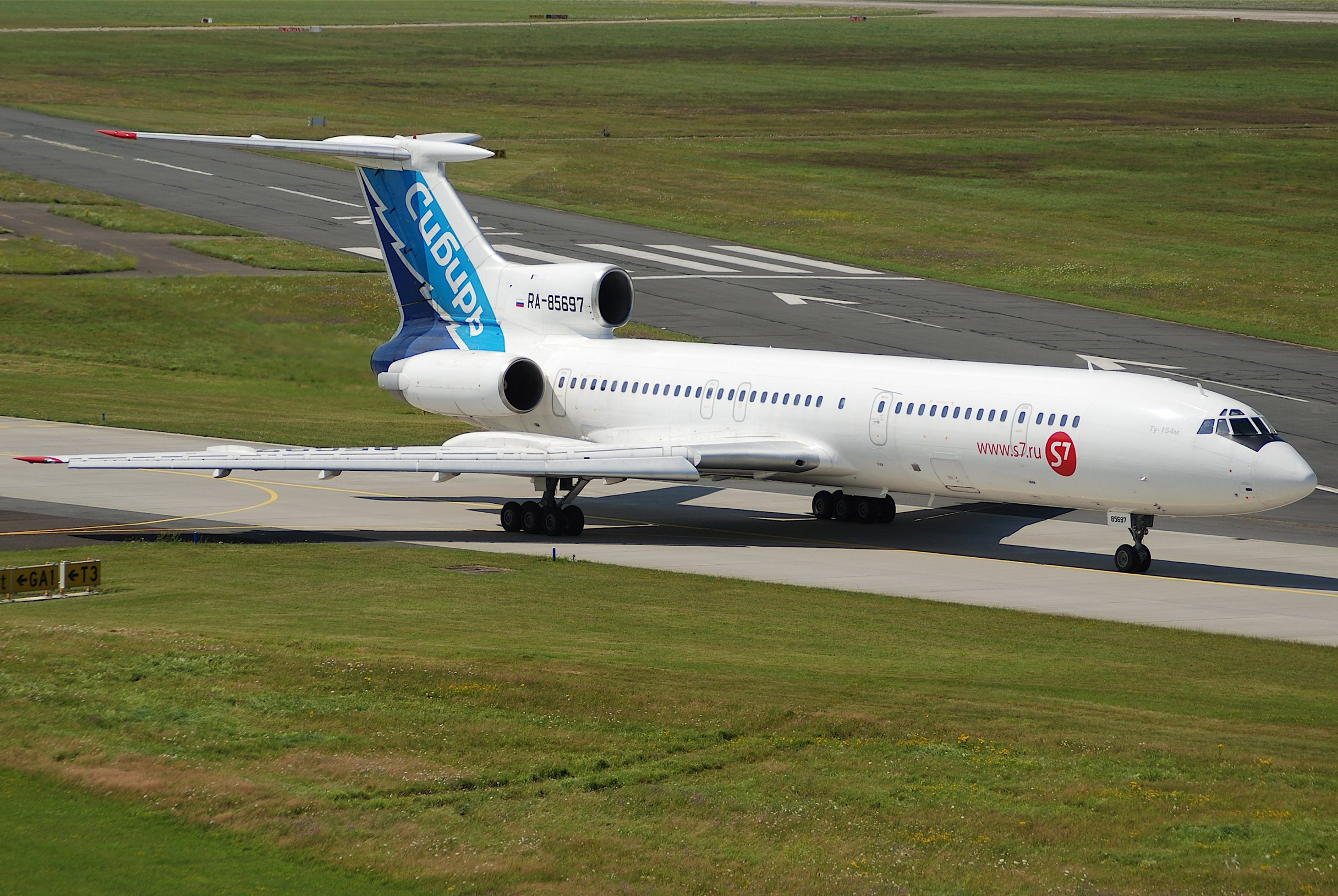
Eine Tupolew Tu-154, wie sie früher von S7 Airlines genutzt wurde, noch in der Bemalung der Siberia Airlines

Darüber hinaus setzte die S7 Airlines / Siberia Airlines in der Vergangenheit noch folgende Flugzeugtypen ein:
- Airbus A310
- Antonow An-24
- Antonow An-26
- Antonow An-32
- Iljuschin Il-86
- Jakowlew Jak-42
- Tupolew Tu-134
- Tupolew Tu-154
- Tupolew Tu-204
- Boeing 737 Max 8
- Boeing 767

## Zwischenfälle
S7 Airlines verzeichnet in ihrer Geschichte drei Flugzeugverluste mit Todesopfern, von denen zwei nicht auf Versagen seitens der Gesellschaft zurückzuführen sind:
- Am 4. Oktober 2001 wurde eine Tupolew Tu-154M der Sibir Airlines (RA-85693), unterwegs von Tel Aviv nach Nowosibirsk, versehentlich mit einer Boden-Luft-Rakete der ukrainischen Marine abgeschossen. An Bord der Maschine waren 65 Passagiere sowie 12 Besatzungsmitglieder. Zunächst wurde ein Terroranschlag vermutet, später stellte sich heraus, dass eine fehlgeleitete S-200-Rakete während eines Militärmanövers die Maschine getroffen hatte (siehe Sibir-Flug 1812).[25]

- Am 24. August 2004 verübten tschetschenische Terroristen fast gleichzeitig zwei Sprengstoffanschläge auf russische Linienflüge. Eines der Flugzeuge war eine Tu-154 der Siberia Airlines, die mit 46 Personen an Bord von Moskau nach Sotschi unterwegs war. Das Flugzeug wurde in der Luft zerstört, alle Menschen an Bord verloren dabei ihr Leben (siehe auch Sibir-Flug 1047).[26][27][28]

- Am 9. Juli 2006 kam auf dem Flughafen Irkutsk ein in Moskau gestarteter Airbus A310-300 der S7 Airlines (F-OGYP) bei der Landung mit hoher Geschwindigkeit von der Landebahn ab, prallte gegen eine Betonwand und in ein Gebäude, wo er in Flammen aufging. Dabei wurden 125 der insgesamt 203 Insassen getötet. Auslöser waren eine schon vorher defekte Schubumkehr und ein gänzlich unkoordiniertes Vorgehen der Piloten, wodurch ein erneuter Vorwärtsschub des anderen Triebwerks, das Wiedereinfahren der bremsenden Störklappen an den Tragflächen sowie die Deaktivierung des automatischen Bremssystems bewirkt wurden (siehe auch S7-Airlines-Flug 778).[29]

- Im August 2020 rettete ein Pilot der Fluggesellschaft durch eine schnelle (Not-)Landung auf dem Flughafen Omsk vermutlich das Leben von Alexei Anatoljewitsch Nawalny, der an Bord schwer erkrankt war.[30]

## Trivia
Für das Musikvideo der US-amerikanischen Rockband OK Go zu deren Lied Upside down, Inside Out wurde ein Flugzeug der S7 Airlines eingesetzt, das 21 Parabelflüge durchführte, dabei war die Band für die Aufnahmen insgesamt 2 Stunden und 15 Minuten schwerelos.